# Erich Trefftz
Erich Immanuel Trefftz (Lipsia, 21 febbraio 1888 – Dresda, 21 gennaio 1937) è stato un matematico e ingegnere tedesco.
È stato uno dei più importanti matematici tedeschi, sviluppando un particolare interesse nei problemi sulla meccanica del continuo. A lui si deve l'introduzione del cosiddetto piano di Trefftz in campo aerodinamico.

## Biografia
Nacque in una famiglia di mercanti da Oskar Trefftz e Eliza Runge. Nel 1890 la famiglia si trasferisce ad Aquisgrana dove si iscrive alla facoltà di ingegneria meccanica. Dopo un anno e mezzo al politecnico di Aquisgrana cambia percorso di studi passando alla facoltà di matematica.
Nel 1908 si trasferisce all'università di Gottinga dove ha la possibilità di assistere alle lezioni di Carl Runge, David Hilbert ed anche Ludwig Prandtl. Successivamente lascia Gottinga per seguire gli insegnamenti del matematico austriaco Richard von Mises a Strasburgo.
Nel 1913 comincia la sua carriera accademica con una dissertazione sull'idrodinamica. Allo scoppio della guerra, fu costretto ad imbracciare le armi ma già nel 1919 ottenne una cattedra come professore di Matematica ad Aquisgrana.
Nel 1918 si sposa con Friede Offermann dalla quale ha cinque figli. Il matrimonio fu felice e molto importante nella sua vita.
Nel 1922 gli viene offerta una cattedra al politecnico di Dresda per la facoltà di Ingegneria meccanica. In questo contesto svolge ricerche sulla resistenza dei materiali, la teoria dell'elasticità, idrodinamica e aerodinamica. Nel 1927 viene trasferito al dipartimento di matematica e scienze naturali.
Nel 1929 diventa dottore onorario (Dr-Ing.) al politecnico di Stoccarda. La sua capacità di legare una profonda conoscenza teorica agli aspetti più concreti lo rendevano un ottimo professore. Strinse una grande amicizia con Von Mises. Quest'ultimo tuttavia, essendo ebreo, fu costretto a lasciare la Germania nel 1933. Trefftz prese il posto di Von Mises come capo redattore della prestigiosa rivista ZAMM (Zeitschrift für Angewandte Mathematik und Mechanik) oltre che alla direzione del GAMM (Gesellschaft für Angewandte Mathematik und Mechanik).
Morì all'età di 49 anni a causa di un tumore maligno.